# Castelul Chambord

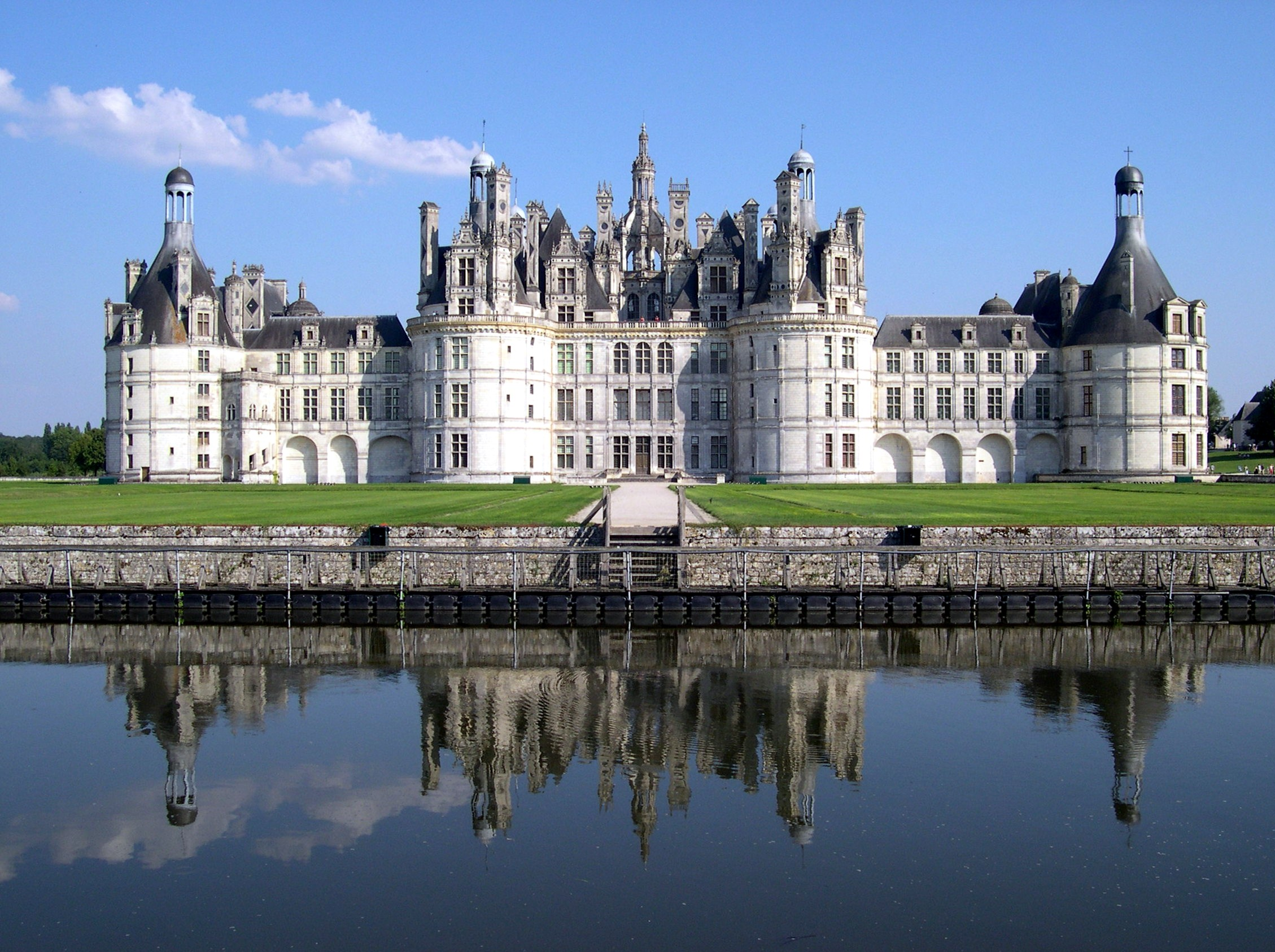
Fațada de nord

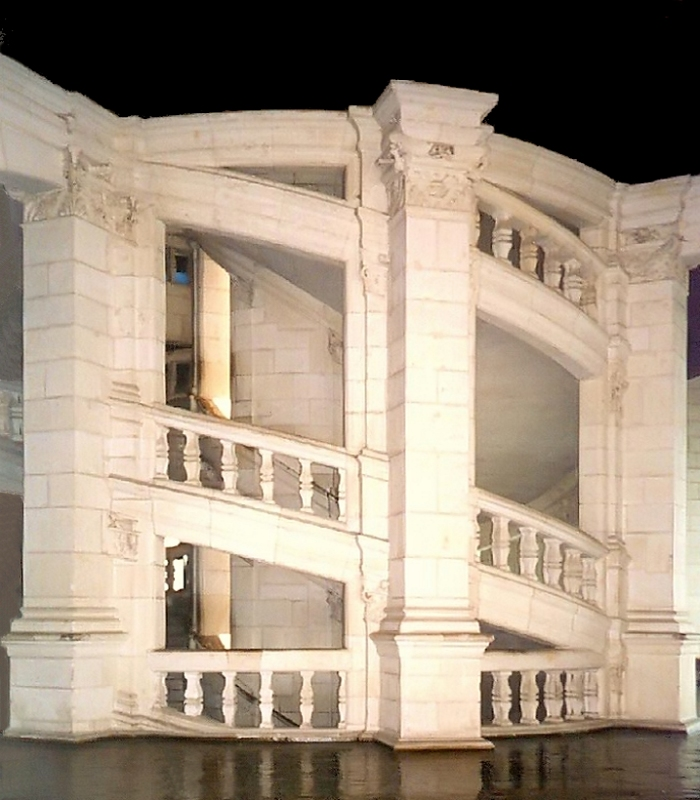
Scara centralǎ dublu spiralată

Castelul Chambord  (în franceză Château de Chambord, Chambourg) , situat la 15 km est de Blois, la Chambord (Loir-et-Cher, Franța), este unul dintre cele mai cunoscute castele din lume datorită unei foarte distincte arhitecturi renascentiste franceze care îmbină stilul tradițional francez cu structuri renascentiste.
Castelul, cel mai mare de pe valea Loarei, a fost construit în inima celui mai mare parc forestier închis din Europa (5441m). A fost construit din ordinul regelui Francisc I între anii 1519 și 1547. Are 365 de camere care sunt mari, spațioase și încălzite de șeminee. Pe lângă camere, castelul mai are o bucătărie, o capelă și o sală de teatru. Lângă castel sunt grajdurile și grădina. Scara principală a fost proiectată de Leonardo da Vinci și este dublu spiralată. În prezent castelul este în proprietatea statului francez și este muzeu.

## Legături externe
- Castelul Chambord - o capodopera arhitectonica Arhivat în 11 iulie 2012, la Wayback Machine., 5 martie 2008, Revista Magazin